# Bộ Hình tôm
Bộ Hình tôm (danh pháp khoa học: Euphausiacea), hay tên Hán Việt lân hà (tiếng Trung Quốc: 磷蝦 lín xiā, "lân" trong lân quang, lân tinh, "hà" nghĩa là tôm) là một bộ động vật giáp xác thuộc lớp Giáp mềm, sinh sống ở các đại dương trên thế giới.
Bộ Hình tôm có vai trò kết nối cấp dinh dưỡng - gần phần cuối cùng của chuỗi thức ăn – bởi vì chúng ăn thực vật phù du và một mức độ ít hơn động vật phù du, chuyển những loại này thành một dạng phù hợp cho nhiều loài động vật lớn hơn mà các loài tôm chiếm một phần lớn khẩu phần ăn của chúng. Ở đại dương phía nam, một loài, Antarctic krill, Euphausia superba, tạo thành một sinh khối lên đến 500.000.000 tấn, gần gấp đôi tổng trọng lượng của loài người. Trong số đó, hơn một nửa bị ăn bởi cá voi, hải cẩu, chim cánh cụt, mực và cá mỗi năm, và được thay thế bởi mức tăng trưởng và độ sinh sản. Phần lớn các loài tôm di cư theo chiều đứng hàng ngày, do đó cung cấp thực phẩm cho những con vật săn mồi gần mặt nước về đêm và ở vùng nước sâu hơn vào ban ngày.

## Hình ảnh

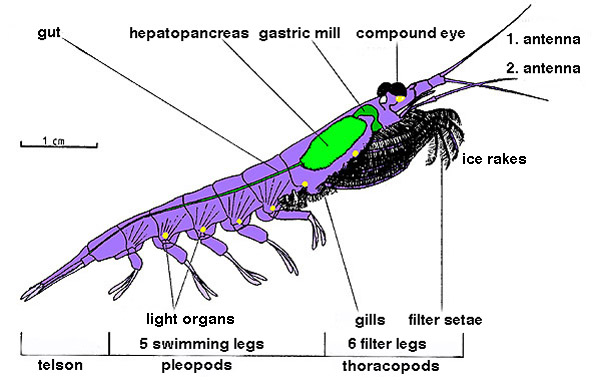
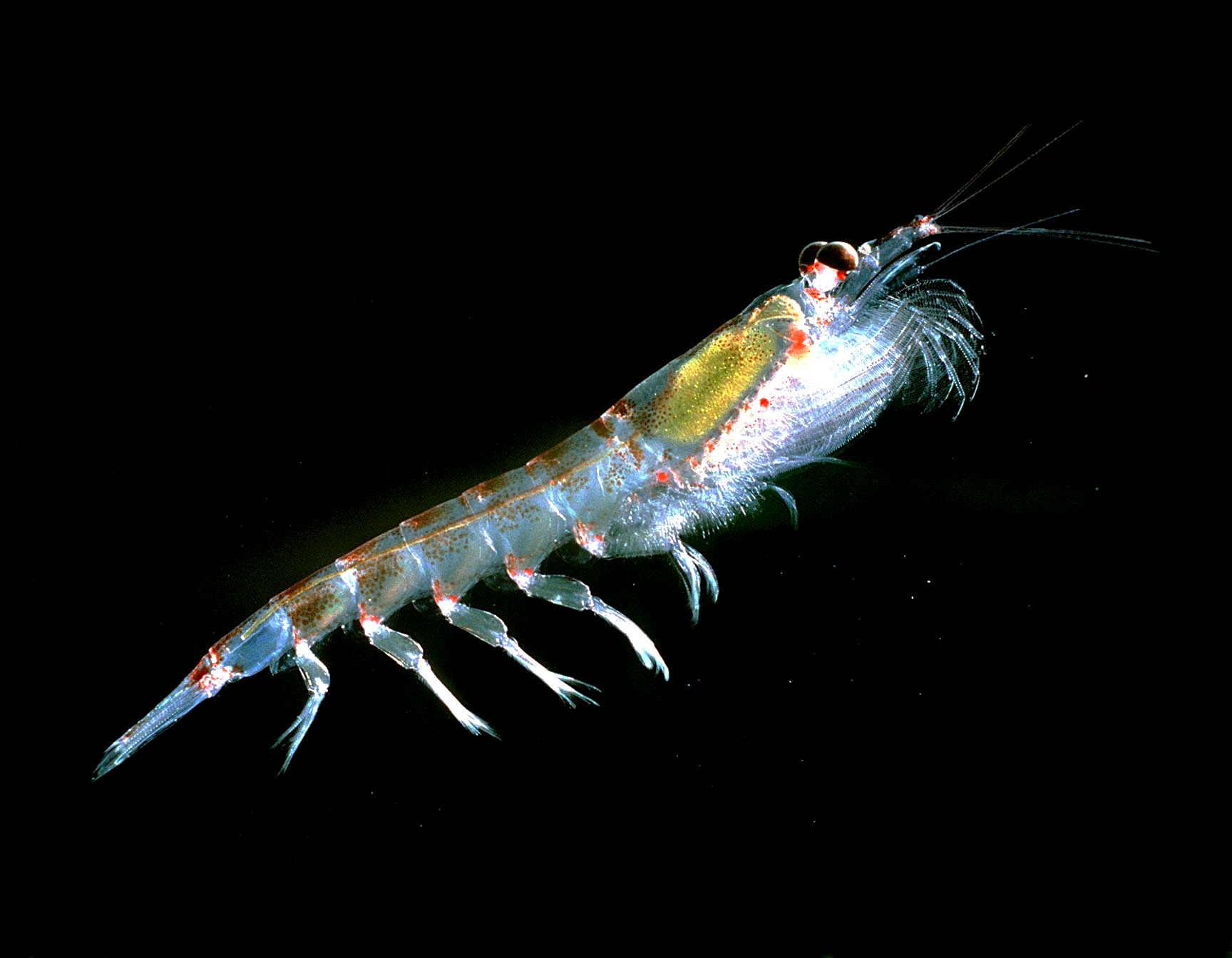
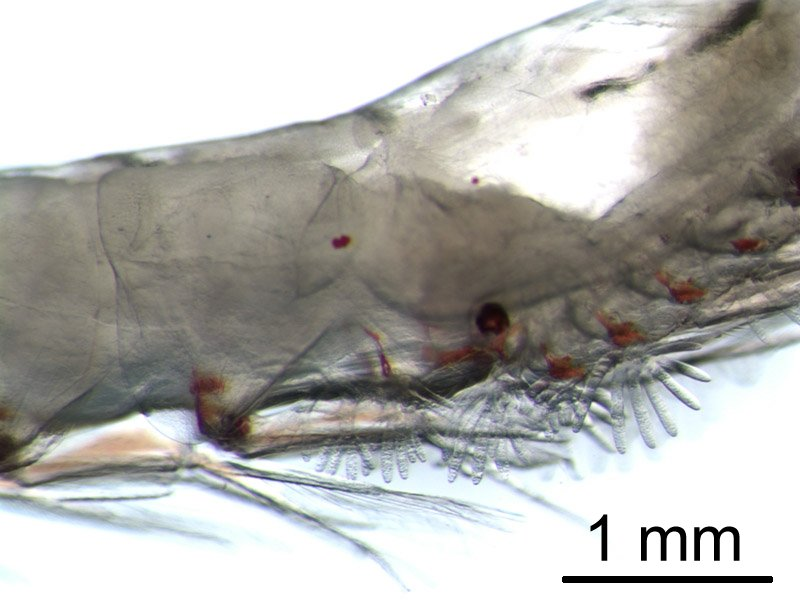
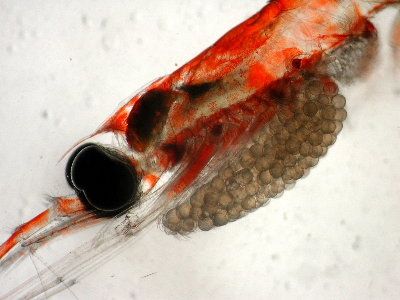